# Стоян Тодоров (хайдутин)
Стоян Тодоров, известен като Стоян войвода, е български хайдутин и революционер. 

## Биография
Роден е в началото на XIX век. Действа с хайдушка дружина из Малешевската планина и по Кресненския пролом. Загива в сражение с османци в местността Габровица, на 3 km южно от Кресненските ханове през 70-те години на XIX век. Лобното му място се нарича Стоянова премка.